# Frenado Automático Puntual
Frenado Automático Puntual (FAP) es un sistema de seguridad utilizado en ferrocarriles. El término se suele aplicar en exclusiva para sistemas de seguridad de metros y ferrocarriles metropolitanos (aunque su funcionamiento es igual al de otros sistemas de seguridad de ferrocarriles generales como el ASFA o el ATP inglés) para distinguirlo de sistemas de protección continuos (que se suelen denominar ATP).
La función del FAP es evitar que el tren o tranvía rebase señales en rojo o circule por encima de la velocidad máxima de la vía.

## Funcionamiento
El sistema FAP dispone de dos tipos de balizas a lo largo de la vía:
- Balizas permisivas: Anuncian que se acerca una señal o una limitación de velocidad. En cabina se indica mediante una alarma, que el conductor apaga. Si el conductor no apaga la alarma, el tren frena.
- Balizas totalizadoras: Se sitúan directamente sobre la señal o la limitación de velocidad, frenan directamente al tren en caso de que sobrepase una señal en rojo o la velocidad permitida, sin avisar previamente al conductor.

Además un equipo situado a bordo del tren es capaz de leer las balizas y aplicar freno cuando es necesario.

### Seguridad
Como la comprobación se limita a los puntos en los que se sitúa la baliza, con un sistema FAP es posible superar la velocidad máxima entre baliza y baliza, por lo que se considera un sistema menos seguro que el ATP.

## Redes que disponen de FAP

### En España
El FAP se suele utilizar en líneas de metro con características metropolitanas (mucha frecuencia y poca distancia), como MetroValencia, Metro de Palma de Mallorca o Metropolitano de Granada.
- Datos: Q5869235